# 贾姆豪尔
贾姆豪尔（Jamhaur），是印度比哈尔邦Aurangabad县的一个城镇。总人口8575（2001年）。

## 人口
该地2001年总人口8575人，其中男性4465人，女性4110人；0—6岁人口1528人，其中男779人，女749人；识字率49.50%，其中男性为59.98%，女性为38.13%。